# Gabriel LaBelle
Gabriel LaBelle (Vancouver, 20 de setembro de 2002) é um ator canadense mais conhecido por seu papel protagonista interpretando o jovem aspirante a cineasta, Sammy Fabelman no longa-metragem semiautobiográfico de Steven Spielberg, The Fabelmans (2022), pelo qual foi aclamado e indicado ao Critics ' Choice Movie Award de Melhor Ator ou Atriz Jovem. Ele também atuou no filme de ação The Predator (2018), em um episódio da série de terror da Netflix Brand New Cherry Flavor (2021) e na série dramática da Showtime, American Gigolo (2022).

## Filmografia

### Filme
| Ano  | Filme                   | Papel                   | Notas       |
| ---- | ----------------------- | ----------------------- | ----------- |
| 2017 | Max 2: White House Hero | Alfred                  |             |
| 2017 | Dead Shack              | Colin                   |             |
| 2018 | The Predator            | EJ                      |             |
| 2022 | The Fabelmans           | Samuel "Sammy" Fabelman |             |
| TBD  | The Snack Shack         | Moose                   | Em produção |